# The Russian Moment in World History
«The Russian Moment in World History» (с англ. — «Русский момент в мировой истории») — монография американского историка доктора философии (Ph.D.) по истории Маршалла Т. По. Ввиду сжатости данного исследования ряд рецензентов рассматривают её как объёмное эссе. В 2005 году была переведена и издана на шведском языке (швед. «Den ryska tiden i världshistorien»). На английском переиздавалась в 2006 и 2011 годах. Впервые на русском вышла в 2023 году.
Автор посвятил эту книгу почётному профессору истории Гриннеллского колледжа профессору Даниэлю Х. Кайзеру и своим преподавателям в том же колледже.

## Содержание
Исследовав в разных аспектах историческое развитие России от древних славян до постсоветского пространства, а также проведя сравнительный анализ, М. По пришёл к выводу, что Россия исторически не является ни европейской, ни азиатской страной, а также не их сплавом. Как отмечает автор, «самое вредное заблуждение» — это считать Россию европейской либо азиатской страной, так как само понятие «континент» носит условный характер и является продуктом человека или, если быть точнее, — европейским конструктом. По этому поводу автор даёт пояснение:
Почему, например, Европа — это континент, а Индия — нет? Они примерно равны по размеру, и оба одинаково различаются географически. Ответ очевиден: народы Индии не решали, каким должен быть континент, а каким — нет. Народы Европы решили этот вопрос за остальное человечество, руководствуясь эгоистичными европейскими ценностями.Оригинальный текст (англ.)«Why, for example, is Europe a continent and India not? They are roughly equal in size, and both are similarly geographically distinct. The answer is plainly that the peoples of India did not decide what should be a continent and what shouldn’t. The peoples of Europe decided this question for the rest of humanity, and they did so with selfish European values in mind».
Россия, по мнению М. По, прошла свой, особый исторический путь развития, разработав свою модель sui generis.
В авторской интерпретации М. По «русский момент» в мировой истории начался с раннего Нового времени во время правления Ивана III. В означенный период (Русское государство [царство] / Российская империя / СССР) правящая элита достигла серьёзных успехов в экономическом, культурном и военном отношениях. Несмотря на моменты очевидного сближения с Европой, Россия стала единственной из традиционных империй, которой в сложный период удалось отстоять свою независимость перед лицом европейской гегемонии, а в определённый советский период и при «американской враждебности», веками оставаясь одной из великих держав. При сильной авторитарной власти она, в отличие других государств, не стала партнёром или клиентом Европы, имея также уникальную способность к самозащите. М. По также отмечает, что «Россия сталкивалась с гораздо более мощными европейскими армиями гораздо чаще, чем любое другое неевропейское государство, и тем не менее сумела выжить».
Конец «русскому моменту» в мировой истории в авторской интерпретации М. По пришёл с распадом СССР в 1991 году, «когда правящий класс России отказался от многовекового проекта идти своей дорогой». Тогда в 1990-е годы на смену авторитарному правлению пришла эволюция демократии, командную экономику сменила «хаотическая смесь бандитизма и капитализма», а вооружённые силы утратили своё былое могущество. По мнению автора, это по сути была не победа прав человека или демократии, а поражение «русской традиции».
М. По в своей монографии также развенчивает мифы о склонности русских и России к авторитаризму, империализму или мессианизму.
Он считает ошибочным бытующее на Западе мнение об исторической склонности русских к авторитаризму, так как до XX века «народное правление» в мировой истории встречается чрезвычайно редко и Россия не является исключением. Демократическое же правительство, в нынешнем его понимании, является исключительно продуктом современной Европы.
Автор также считает заблуждением то, что русские склонны к военной империалистической экспансии, так как до недавнего времени почти все государства были заняты развязыванием войн и экспансией. Несомненно, при взгляде на карту создаётся впечатление, что «русские были настоящими империалистами», однако, судя по плотности населения бо́льшей части «завоёванных» ими земель (к примеру Сибирь), Россия в этом плане была значительно скромней многих других.
Также критике подвергся и часто ассоциирующийся с «идеей врождённого русского империализма» — врождённый русский мессианизм, который является детищем русских философов-историков конца XIX века. По словам автора, — «цели Кремля — как тогда, так и сейчас — были скорее мирскими, чем духовными».

## Отзывы и критика
Т. Гилберт, называя данную работу «коротким мускулистым эссе», в которой раскрывается история России в самых широких её аспектах, полагает, что студенты увидят в М. По способного провокатора дебатов.
По словам профессора истории Калифорнийского университета в Дейвисе Д. Р. Брауера (Ph.D.), «Маршалл По написал вдохновляющее эссе по истории России, замысел которого в лучшем (историческом) смысле слова является спорным». Рецензент отметил ряд спорных вопросов, а вывод, что конец «русского момента» в начале 1990-х годах был скорее не победой прав человека или демократии, а поражением «русской традиции» считает тенденциозным. В целом, по мнению Д. Р. Брауера, читателям понравится столкнуться с «русским моментом» М. По, но они, скорее всего, найдут другие способы представить Россию в рамках всемирной истории.
По мнению старшего преподавателя Исторического факультета и председатель Совета по изучению истории Йоркского университета (Великобритания) Ш. О’рурка (Ph.D.), общая суть тезиса М. По, изложенного в блестящей манере, достаточно убедительна. Автор монографии задаёт потрясающий темп, начиная с образования славянских племён и заканчивая распадом СССР в 1991 году. По мнению рецензента, «только тот, кто глубоко знаком с историей России, мог составить такой последовательный и убедительный отчёт в таком ограниченном пространстве». Ш. О’рурк согласен с тем, что Россия «нашла свой путь к современности, успешно ответив на вызовы Запада». По его мнению, «скандинавские страны делили изоляцию России до того же времени, но быстро стали частью основного потока европейского развития». Ш. О’рурк также отметил, что суть аргументов М. По удивительно ясна, чтобы их обсуждать, оспаривать и поддерживать. М. По оказал неоценимую услугу не только науке, но и, «что гораздо важнее», широкой публике. По мнению рецензента, всякому, впервые столкнувшемуся с историей России, «можно безоговорочно рекомендовать эту книгу».
Профессор кафедры политологии Колумбийского университета Р. Легволд (Ph.D.) в отношении монографии отметил, что «надо иметь сильный тезис», чтобы «полтысячелетия русской истории уместить в сотню страниц текста». Рецензент согласен с тем, что у России не было другого выбора, кроме как идти альтернативным путём развития. По его мнению бо́льшая часть изложенных в монографии положений не может быть должным образом оспорена, за исключением тех, кто считает Россию исторически частью Европы. По мнению Р. Легволда, «если те, кто не согласен, могут предложить контраргумент столь же компактный, энергичный и доступный, как у По, остальные из нас получат большую пользу».
По мнению профессора истории Университета Маккуори Д. Кристиана (Ph.D.), у М. По «получилась энергичная, аргументированная и живая книга и её интерес должен привлечь широкий круг читателей». Специалисты в данной области знания, как и сам рецензент, будут «очарованы написанием и восхищены диапазоном аргументов По и его способностью быстро урезать столь многие крупные дебаты». Тем не менее, у специалистов должно будет появиться желание оспорить его «многочисленные радикальные обобщения». Кроме прочего, Д. Кристиан полагает, что мало кто согласится с выводом М. По о том, что окончательный «крах 1991 года» отразил утрату веры в русский образ жизни. В целом, изложенная в монографии трактовка русской истории, по выражению Д. Кристиана, — «проникла мне под кожу». По его мнению М. По преуспел «и как универсал, и как провокатор».
Директор Университета Париж 1 Пантеон-Сорбонна Т. Гомар (Ph.D.) отметил, что М. По на сотне страниц сумел передать смысл российской истории, сопровождаемой территориальной безопасностью и отношениями с Европой. При этом, с точки зрения рецензента, книга обязательно вызовет фактологическую и концептуальную критику. Также Т. Гомарт считает, что книга особенно полезна в нынешнем контексте и «русский момент» может ещё продлиться.
По мнению профессора истории Университета Восточного Мичигана У. Д. Мосса (Ph.D.), главный тезис М. По, безусловно, вызовет споры, чего не отрицал и сам автор монографии, приветствуя их наряду с «конструктивной критикой». Кроме прочего, рецензент отмечает, что автор монографии более смел и менее осторожен в своих выражениях и суждениях, чем большинство других историков. Так, к примеру, большевики, по выражению М. По, — это «сбивающая с толку кучка» (с. 77); Гитлер был «расистским сумасшедшим» (с. 99); и США были виновны в «смертоносной террористической кампании против немецких городов» во Второй мировой войне (с. 99). В целом, по мнению У. Д. Мосса, М. По «выполнил важную обязанность профессиональных историков». Он, по словам рецензента, «ясно и живо представил публике главную интерпретацию страны, которая была и остаётся жизненно важной частью мира».
В своей рецензии профессор-исследователь Института исследований проблем мира в Осло и старший зарубежный научный сотрудник Института Брукингса П. К. Баев (к. и. н., Ph.D.) высказал мнение, что М. По в своей книге сумел сжать всю историю России в сотню легко читаемых страниц, что было бы сложной задачей для любого серьёзного историка. А то, что исследователь сумел ещё и аргументированно уместить в том небольшом пространстве новаторскую концепцию, может показаться за гранью возможного. Однако то, что так называемый «русский момент» подвергся внезапной гибели в 1991 году Баев считает не совсем убедительным. Но тем не менее, по мнению рецензента, — «действительно поразительно, насколько точно провозглашённая Путиным цель восстановления конкурентоспособности России укладывается в эти концептуальные рамки».
Профессор истории Гарвардского университета Д. П. Ледонн (Ph.D.) отметил, что монография «содержит неизбежные противоречия и вызывает множество вопросов». По мнению рецензента, не достаточно обоснованно то, что «ни одна нация на земле не сталкивалась с таким постоянным и смертоносным военным давлением» как Россия, так как это может относиться только к периодам до 1650 года и концу XIX—XX веков, а после 1650 года «Россия перешла в наступление» и «держала своих соседей под постоянным и смертоносным военным давлением». Несмотря на то, что Д. П. Ледонн не согласен с мнением М. По в вопросах отношений России с европейскими державами, он приветствует решимость автора рассматривать развитие России в позитивном свете. Вероятно, по мнению рецензента, у правящей элиты в России действительно не было другого выбора, как идти альтернативным путём, жёстко контролируя общественную сферу, управляя командной экономикой, а также сформировав мощную армию, которая хорошо зарекомендовала себя в войнах с такими ведущими восточными военными державами на востоке как Османская и Персидская империи, так и западными, такими как Швеция и Пруссия. Подытоживая, Д. П. Ледонн констатировал, что «не только широкая публика, но и непредубеждённые учёные получат большую пользу от этой стимулирующей книги». Также рецензент заверил, что «такой дар слишком редок в русской историографии».
По мнению профессора истории Восточной Европы исторического факультета Ганноверского университета Х.-Г. Нольте (Ph.D.), книга написана остроумно и порой дерзко. По его мнению, М. По «добавил свежий лист к старой дискуссии», придав «новый импульс давним дебатам». Кроме этого, по оценке рецензента, книга написана «хорошо и гладко», и читается на одном дыхании.
Профессор истории Абердинского университета П. Дьюкс (Ph.D.) отметил, что в рамках своих аргументов М. По делает много убедительных замечаний и предложений. В то же время, по мнению рецензента, есть с чем и не согласиться.
По словам профессора Кафедры истории Колледжа Род-Айленда П. Б. Брауна (Ph.D.), в книге представлено живое аргументированное обобщение взглядов учёных по целому ряду вопросов восточнославянской и русской истории с IX по XX век.

## Рецензии
- Большакова О. В. По М. Русский момент в мировой истории. Poe M. The Russian moment in world history. — Princeton, N.J.: Princeton University Press, 2003. — 94 p. // Социальные и гуманитарные науки. Отечественная и зарубежная литература. Серия 5: История. — М.: Изд-во ИНИОН РАН, 2005. — № 2. — С. 28—39. — ISSN 2219-875X.
- Baev P. K. Poe, Marshall T., 2003. The Russian Moment in World History. Princeton, NJ: Princeton University Press. xv + 116 pp. ISBN 0-691-11612-1 (англ.) // Journal of Peace Research. — SAGE, 2004. — Vol. 41, no. 5. — P. 644—645. — ISSN 1460-3578.
- Brower D. R. The Russian Moment in World History. By Marshall T. Poe. Princeton, N.J.: Princeton University Press, 2003. 116 + xv pp. (англ.) // Journal of World History. — University of Hawai'i Press, 2004. — Vol. 15, no. 3. — P. 389—391. — ISSN 1527-8050.
- Christian D. The Russian Moment in World History. By Marshall T. Poe. Princeton: Princeton University Press, 2003. xviii, 116 pp. (англ.) // Slavic Review. — University of Illinois Press for the AAASS, 2004. — Vol. 63, no. 4. — P. 880—881. — ISSN 0037-6779.
- Dukes P. Marshall T. Poe. The Russian Moment in World History. Princeton and Oxford: Princeton University Press, 2003. xv, 116 pp. Maps. Chronology. Bibliographic Note. Index. Paper (англ.) // Canadian Slavonic Papers. — Taylor & Francis on behalf of the Canadian Association of Slavists, 2006. — Vol. 48, iss. 3/4. — P. 428—429. — ISSN 2375-2475.
- Gilbert T. Poe, Marshall T. The Russian Moment in World History. Oct. 2003. 144p. illus. index. Princeton, (0-691-11612-1) (англ.) // Booklist. — American Library Association, 2003. — Vol. 100, iss. 4. — P. 385. — ISSN 0006-7385.
- Gomart T. The Russian Moment in World History by Marshall T. Poe (фр.) // Politique étrangère. — Institut français des relations internationales, 2004. — Vol. 69, no 4. — P. 882—883. — ISSN 0032-342X. — JSTOR 42677668.
- Hellie R. «A People Born to Slavery»: Russia in Early Modern European Ethnography, 1476—1748. By Marshall T. Poe. Studies of the Harriman Institute, Columbia University. Ithaca, NY: Cornell University Press, 2000. Pp. xi + 293; The Russian Moment in World History. By Marshall T. Poe. Princeton, NJ: Princeton University Press, 2003. Pp. xv + 116. (англ.) // The Journal of Modern History. — University of Chicago Press, 2005. — Vol. 77, no. 4. — P. 1163—1166. — ISSN 0022-2801.
- LeDonne J. P. Marshall T. Poe. The Russian Moment in World History. Princeton and Oxford: Princeton University Press, 2003. Pp. xv, 116 (англ.) // The International History Review. — Taylor & Francis, 2005. — Vol. 27, no. 1. — P. 130—132. — ISSN 1949-6540.
- Legvold R. The Russian Moment in World History by Marshall T. Poe. Princeton: Princeton University Press, 2003, 144 pp. (англ.) // Foreign Affairs. — CFR, 2004. — Vol. 83, no. 1. — P. 180. — ISSN 0015-7120. — JSTOR pdf/20033868.pdf.
- Meyer J. A People Born to Slavery: Russia in Early Modern European Ethnography, 1476—1748 / The Russian Moment in World History (исп.) // Istor. — 2010. — V. 11, fasc. 41. — P. 163—164. — ISSN 1665-1715.
- Moss W. G. Poe, Marshall T. The Russian Moment in World History. Princeton: Princeton University Press, 2003. xviii + 116 pp. ISBN 0-691-11612-1 (англ.) // The Russian Review. — Wiley-Blackwell for the University of Kansas, 2004. — Vol. 63, no. 4. — P. 697—698. — ISSN 1467-9434.
- Nolte H.-H. Marshall T. Poe The Russian Moment in World History. Princeton University Press Princeton, NJ, Oxford 2003. VIII, 116 S., 6 Ktn. (нем.) // Jahrbücher für Geschichte Osteuropas. — Franz Steiner Verlag, 2006. — Bd. 54, H. 1. — S. 135—136. — ISSN 0021-4019.
- O'Rourke S. Marshall T. Poe. The Russian Moment in World History. Princeton, NJ: Princeton University Press, 2003. 116 pp. (англ.) // Russian History / Histoire Russe. — BRILL, 2004. — Vol. 31, no. 3. — P. 313—314. — ISSN 0094-288X. — JSTOR 24657616.
- Perrie M. Poe, Marshall T., The Russian Moment in World History (англ.) // European History Quarterly. — SAGE Publ., 2004. — Vol. 34, no. 4. — P. 553–555. — ISSN 1461-7110.
- Plamper J. Marshall T. Poe, The Russian Moment in World History (Princeton, 2003) (нем.) // Historische Zeitschrift. — Walter de Gruyter, 2004. — Bd. 279, H. 20. — S. 429—430. — ISSN 2196-680X.